# Équipe de Belgique de hockey sur gazon à la Ligue professionnelle 2020-2021
Maillots
Chronologie
Saison précédente Saison suivante
Du 25 janvier 2020 au 30 mai 2021, l'équipe de Belgique de hockey sur gazon participe à la Ligue professionnelle 2020-2021.

## Résumé de la saison
Le 17 décembre 2019, Shane McLeod remet sa liste de 25 joueurs dans laquelle apparaissent 2 nouveaux joueurs du Waterloo Ducks, William Ghislain et Tommy Willems qui participeront à la 2e saison de la Pro League. Par rapport à la saison dernière, Dorian Thiery, Amaury Keusters et Amaury Timmermans disparaissent de la sélection.
La première sortie des Red Lions, le 25 janvier 2020, est sanctionnée d'un partage face à l'Australie à Sydney (2-2) avant d'émerger aux shoots-outs (2-4). Un succès qui permettait, en outre, aux Red Lions de reprendre la 1re place aux Kookaburras grâce à ce point bonus. Le lendemain, Shane McLeod faisait tourner son effectif en sélectionnant Sébastien Dockier, Augustin Meurmans et Maxime Plennevaux à la place de Tom Boon, Tanguy Cosyns et Victor Wegnez. La deuxième rencontre est remportée aisément (2-4) grâce, notamment, à un caviar de Maxime Plennevaux et les Red Lions confortent ainsi leur 1re place.
Le 1er février 2020, les Red Lions affrontent les Black Sticks Shane McLeod continuait à faire tourner son effectif en laissant au repos Thomas Briels, Antoine Kina et Florent van Aubel. Une rencontre également historique au niveau de l’arbitrage puisqu’elle était dirigée pour la toute première fois dans une compétition internationale par une paire mixte (les Australiens Aleisha Neumann et Adam Kearns). La première rencontre est remportée avec panache (2-6). Le lendemain, John-John Dohmen, Tom Boon et Nicolas de Kerpel sont laissés au repos dans la tribune, cette deuxième rencontre est remportée (1-3). Les Red Lions restent invaincus avec 11 points sur 12.
Le 6 février 2020, les Red Lions font leur grand retour au Kalinga Stadium de Bhubaneswar, 419 jours après leur sacre mondial. Et pour ces rencontres, Gauthier Boccard (216 sélections) a rejoint le groupe après avoir fait l’impasse sur le stage hivernal à Sydney et les quatre premières rencontres afin de profiter de son petit Tommy, né au début de l’année. Deux jours après, l'équipe, sans Félix Denayer, retourné en Belgique, subit leur première défaite de la compétition et ce contre l'Inde (2-1). Le lendemain, Loick Luypaert, laissé au repos à la suite d'un épanchement articulaire au genou à la suite d'un coup direct de stick est remplacé par Emmanuel Stockbroekx, de retour dans l'équipe, mais se blesse aussi à la cheville à la fin du 3e quart-temps. Cette rencontre est gagnée (2-3) avant de retourner en Belgique pour la reprise du championnat le 23 février 2020.
Le 10 mars 2020, Shane McLeod annonce sa sélection pour le premier duel face à l'Allemagne prévu le 19 mars 2020 à 16 heures à Mönchengladbach, à huis clos. Simon Gougnard et Maxime Plennevaux sont laissés au repos tandis que Loïck Luypaert, de retour de blessure et Emmanuel Stockbroekx, toujours en convalescence, ne figurent pas dans le groupe.
Le 13 mars 2020, étant donné les derniers développements de la crise sanitaire actuelle, la Fédération allemande de hockey (DHB) a décidé, en accord avec la FIH, d’annuler les rencontres de Pro League des Red Lions programmées à Mönchengladbach (19 mars) et à Hambourg (26 mars). Initialement, les matches de la semaine prochaine devaient déjà se disputer à huis clos.
Le 24 avril 2020, la FIH a décidé de prolonger la compétition jusqu’en juin 2021 en raison des nombreuses incertitudes autour de la pandémie de Covid-19.
Le 9 juillet 2020, La FIH a confirmé la programmation de la suite de la deuxième édition de la Pro League, prolongée jusqu’en juin 2021 à cause de la pandémie de Covid-19 les Red Lions ils se rendront, en Allemagne, à Düsseldorf, les 22 et 23 septembre prochain avant d’accueillir la Grande-Bretagne, le 31 octobre et le 1er novembre et les Pays-Bas, le 4 novembre. Les rencontres devraient se disputer dans les installations du Waterloo Ducks ou d’Uccle Sport. En 2021, les protégés de Shane McLeod se rendront à Valence, le 5 et le 6 février, pour affronter l’Espagne (les matchs devaient initialement être disputés dans notre pays mais ils le seront, finalement, en 2022). Les 3 dernières rencontres (2x l’Argentine et 1x les Pays-Bas) se dérouleront au mois de mai (22, 23 et 30 mai), à Anvers, en guise de préparation pour le Championnat d’Europe.
Le 25 août 2020, la Fédération a confirmé que les 3 premières rencontres de la 2e saison de la Pro League organisées en Belgique se dérouleront dans les installations d’Uccle Sport.
Le 16 septembre 2020, Shane McLeod a annoncé la composition de son équipe pour les 2 rencontres de Pro League programmées à Düsseldorf, il devra se passer de John-John Dohmen, blessé aux ischios.
Le 22 septembre 2020, c’est donc à huis clos que les Red Lions ont repris la Pro League après une hibernation de 226 jours et leur dernier déplacement victorieux en Inde (victoire 2-3). Pour leur 7e rencontre de tournoi, ils affrontaient une équipe allemande revancharde après le 0-8 infligé lors de l’édition précédente à Krefeld, en juin 2019. Cette rencontre a été gagnée (1-6) grâce, notamment au tir en revers de Gauthier Boccard et au premier but en équipe nationale de William Ghislain. Le lendemain, comme prévu, Shane McLeod faisait tourner son effectif et plusieurs cadres effectuaient leur retour sur le terrain (Thomas Briels, Cédric Charlier et Emmanuel Stockbroekx). Après 20 minutes, il devra se passer d'Alexander Hendrickx, blessé aux ischios. L'équipe, moins inspirée a partagé l'enjeu (1-1) avant de s'incliner aux shoots-outs (1-0).
Le 8 octobre 2020, l’ARBH vient d’annoncer qu’en raison des mesures sanitaires imposées dans notre pays, la Fédération a décidé d’organiser à huis clos les 3 prochaines journées de la Pro League, programmées face à la Grande-Bretagne (31/10 et 1/11) et aux Pays-Bas (4/11), dans les installations d’Uccle Sport.
Le 27 octobre 2020, Shane McLeod a annoncé la composition de son équipe pour les 2 rencontres de Pro League programmées dans les installations d’Uccle Sport, samedi et dimanche. John-John Dohmen, absent en Allemagne, lors des dernières rencontres est de retour dans le groupe, Vincent Vanasch, ménagé à Düsseldorf, récupérera sa place dans les buts et Thibeau Stockbroekx qui honorera sa première sélection.
Le 30 octobre 2020, Vincent Vanasch et Loick Luypaert sont écartés du groupe après avoir été testés positifs au Covid-19 et sont placés en quarantaine. Ces derniers sont remplacés par Simon Vandenbroucke et Tommy Willems.
Le 31 octobre 2020, les protégés de Shane McLeod poursuivent leur route de la Pro League contre la Grande-Bretagne. Cette première rencontre est remportée sur le fil (3-2). Le lendemain, pour ce second rendez-vous face aux Britanniques, Shane McLeod faisait une nouvelle fois tourné son groupe avec le retour dans l’équipe de Simon Gougnard, Maxime Plennevaux, William Ghislain et du capitaine Thomas Briels. Cette deuxième rencontre est remportée en assurant l'essentiel (2-1).
Le 3 novembre 2020, Shane McLeod a annoncé, en début d’après-midi la composition de son équipe. Tom Boon, Augustin Meurmans, William Ghislain et Tommy Willems ne sont pas repris dans le groupe de 18 après les 2 succès face à la Grande-Bretagne.
Le 4 novembre 2020, Shane McLeod faisait tourner son effectif et laissait au repos Tom Boon, William Ghislain, Tommy Willems et Nicolas Poncelet, en plus des 5 absents du week-end (Vincent Vanasch, Loïck Luypaert, Arthur de Sloover, Cédric Charlier et Nicolas de Kerpel). Pas question de période d’observation puisque les 2 nations avaient clairement l’intention de marquer rapidement. Et c’était chose faite dès la 8e minute, sur le premier penalty de la rencontre qu’Alexander Hendrickx ne se privait pas de convertir, inscrivant au passage son 9e but dans cette Pro League. Après la pause, les numéros 1 mondiaux remontaient avec des intentions plus affirmées et à la 36e minute, ils obtenaient un 2e penalty. La tentative d’Alexander Hendrickx était repoussée par Maurits Visser mais le sens du but de Maxime Plennevaux lui permettait d’égaliser d’une reprise spectaculaire. Toutefois, à la 50e minute, Florent van Aubel inscrivait un but dont lui seul a le secret (3-3). Le match était une nouvelle fois relancé. Et dans la minute suivante, Alexander Hendrickx permettait aux Red Lions de reprendre l’avantage dans ce duel. Cette rencontre étrilante se solde sur un partage (4-4) avant de l'emporter aux shoots-outs (3-1) grâce à un grand Loic van Doren.
Le 2 février 2021, Shane McLeod a conservé un groupe de 24 joueurs pour cette double confrontation. Maxime Plennevaux, blessé (déchirure ischio gauche), est rentré directement en Belgique tout comme Maxime van Oost, qui avait rejoint l’équipe pour les 10 derniers jours de stage à Las Palmas.
Le 5 février 2021, Sébastien Dockier a honoré sa 200e sélection sous le maillot belge en inscrivant un doublé contre l'Espagne, à Valence. Cette première rencontre a été remportée (2-3) en assurant l'essentiel. Le lendemain, John-John Dohmen a honoré sa 400e sélection sous le maillot belge. Cette deuxième rencontre a été gagnée (0-2) grâce à un grand Vincent Vanasch, auteur d'un arrêt du stroke de Xavi Lleonart.
Le 15 mai 2021, en raison des difficultés de déplacement liées aux mesures contre la Covid-19, les doubles confrontations de Pro League entre la Belgique et l’Argentine, prévues les 22 et 23 mai à Anvers, sont reportées (pour ne pas encore dire annulées…).
Le 28 mai 2021, le roi Philippe est venu à la rencontre de l'équipe nationale déjà championne professionnelle en raison de la pandémie de Covid-19.
Le 30 mai 2021, Déclarés vainqueurs de la 2e édition de la Pro League avant même leur duel dernier face aux Pays-Bas, les joueurs belges souhaitaient terminer leur campagne sur un dernier succès – le 10e en 14 rencontres – mais surtout marquer les esprits à une semaine du coup d’envoi du Championnat d’Europe à Amsterdam. Privés d'Arthur de Sloover, blessé à la hanche, ils s'inclinent (0-4).

## Effectif
L'effectif suivant de la Belgique pour la Ligue professionnelle de hockey sur gazon 2020-2021.
Entraîneur :  Shane Mcleod
| Numéro | Joueur                   | Date de naissance | Âge | Sélections |
| ------ | ------------------------ | ----------------- | --- | ---------- |
| 1      | Simon Vandenbroucke (GB) | 6 juin 1999       | 20  | 2          |
| 2      | Loic van Doren (GB)      | 14 septembre 1996 | 23  | 21         |
| 3      | Thibeau Stockbroekx      | 20 juillet 2000   | 19  | 2          |
| 4      | Arthur van Doren         | 1er octobre 1994  | 25  | 178        |
| 5      | Nicolas Poncelet         | 19 septembre 1996 | 23  | 16         |
| 7      | John-John Dohmen         | 24 janvier 1988   | 31  | 390        |
| 8      | Florent van Aubel        | 25 octobre 1991   | 28  | 227        |
| 9      | Sébastien Dockier        | 28 décembre 1989  | 30  | 191        |
| 10     | Cédric Charlier          | 27 novembre 1987  | 32  | 314        |
| 11     | Tommy Willems            | 13 avril 1997     | 22  | 4          |
| 12     | Gauthier Boccard         | 26 août 1991      | 28  | 216        |
| 13     | Nicolas de Kerpel        | 23 mars 1993      | 26  | 62         |
| 14     | Augustin Meurmans        | 29 mai 1997       | 22  | 59         |
| 15     | Emmanuel Stockbroekx     | 23 décembre 1993  | 26  | 152        |
| 16     | Alexander Hendrickx      | 6 août 1993       | 26  | 118        |
| 17     | Thomas Briels (C)        | 23 août 1987      | 32  | 338        |
| 18     | Maxime Plennevaux        | 14 juin 1993      | 26  | 24         |
| 19     | Félix Denayer            | 31 janvier 1990   | 29  | 315        |
| 20     | William Ghislain         | 28 juillet 1999   | 20  | 4          |
| 21     | Vincent Vanasch (GB)     | 21 décembre 1987  | 32  | 231        |
| 22     | Simon Gougnard           | 17 janvier 1991   | 29  | 272        |
| 23     | Arthur de Sloover        | 3 mai 1997        | 22  | 79         |
| 24     | Antoine Kina             | 13 février 1996   | 23  | 62         |
| 25     | Loïck Luypaert           | 19 août 1991      | 28  | 238        |
| 26     | Victor Wegnez            | 25 décembre 1995  | 24  | 84         |
| 27     | Tom Boon                 | 25 janvier 1990   | 29  | 290        |
| 32     | Tanguy Cosyns            | 29 juin 1991      | 28  | 131        |

## Les matchs
| 25 janvier 2020    | (1) Australie                   | 2 - 2             | Belgique (2)                                              | Sydney Olympic Park Sydney, Australie                                  |                                                                        |
| 18h30 heure locale | Hayward 49e · Craig 51e         | (0 – 1)           | 18e Briels · 59e Denayer                                  | Arbitrage : Raghu Prasad Simon Taylor Arbitre vidéo : Michelle Joubert | Arbitrage : Raghu Prasad Simon Taylor Arbitre vidéo : Michelle Joubert |
| 18h30 heure locale | Rapport                         |                   |                                                           | Arbitrage : Raghu Prasad Simon Taylor Arbitre vidéo : Michelle Joubert | Arbitrage : Raghu Prasad Simon Taylor Arbitre vidéo : Michelle Joubert |
| 18h30 heure locale | Brand · Ogilvie · Craig · Swann | Tirs au but 2 - 4 | Van Aubel · De Sloover · Gougnard · Wegnez · A. Van Doren | Arbitrage : Raghu Prasad Simon Taylor Arbitre vidéo : Michelle Joubert | Arbitrage : Raghu Prasad Simon Taylor Arbitre vidéo : Michelle Joubert |

| 26 janvier 2020    | (2) Australie           | 2 - 4   | Belgique (1)                                             | Sydney Olympic Park Sydney, Australie                              |                                                                    |
| 17h30 heure locale | Sharp 42e · Hayward 60e | (0 – 2) | 13e, 25e Hendrickx · 56e Plennevaux · 58e E. Stockbroekx | Arbitrage : Raghu Prasad Simon Taylor Arbitre vidéo : Amber Church | Arbitrage : Raghu Prasad Simon Taylor Arbitre vidéo : Amber Church |
| 17h30 heure locale | Rapport                 |         |                                                          | Arbitrage : Raghu Prasad Simon Taylor Arbitre vidéo : Amber Church | Arbitrage : Raghu Prasad Simon Taylor Arbitre vidéo : Amber Church |

| 1er février 2020   | (8) Nouvelle-Zélande | 2 - 6   | Belgique (1)                                                | North Harbour Hockey Stadium Auckland, Nouvelle-Zélande              |                                                                      |
| 19h30 heure locale | Muir 17e, 41e        | (1 – 4) | 3e, 5e Denayer · 7e, 52e Boon · 19e Dockier · 41e De Kerpel | Arbitrage : Adam Kearns Aleisha Neumann Arbitre vidéo : Steve Rogers | Arbitrage : Adam Kearns Aleisha Neumann Arbitre vidéo : Steve Rogers |
| 19h30 heure locale | Rapport              |         |                                                             | Arbitrage : Adam Kearns Aleisha Neumann Arbitre vidéo : Steve Rogers | Arbitrage : Adam Kearns Aleisha Neumann Arbitre vidéo : Steve Rogers |

| 2 février 2020     | (8) Nouvelle-Zélande | 1 - 3   | Belgique (1)                             | North Harbour Hockey Stadium Auckland, Nouvelle-Zélande           |                                                                   |
| 17h30 heure locale | Tarrant 34e          | (0 – 2) | 19e Hendrickx · 24e Dockier · 53e Cosyns | Arbitrage : Adam Kearns Steve Rogers Arbitre vidéo : Wanri Venter | Arbitrage : Adam Kearns Steve Rogers Arbitre vidéo : Wanri Venter |
| 17h30 heure locale | Rapport              |         |                                          | Arbitrage : Adam Kearns Steve Rogers Arbitre vidéo : Wanri Venter | Arbitrage : Adam Kearns Steve Rogers Arbitre vidéo : Wanri Venter |

| 8 février 2020     | (4) Inde                   | 2 - 1   | Belgique (1) | Kalinga Stadium Bhubaneswar, Inde                                            |                                                                              |
| 17h00 heure locale | Mandeep 2e · Ramandeep 46e | (1 – 0) | 33e Boccard  | Arbitrage : Coen van Bunge David Tomlinson Arbitre vidéo : Gareth Greenfield | Arbitrage : Coen van Bunge David Tomlinson Arbitre vidéo : Gareth Greenfield |
| 17h00 heure locale | Rapport                    |         |              | Arbitrage : Coen van Bunge David Tomlinson Arbitre vidéo : Gareth Greenfield | Arbitrage : Coen van Bunge David Tomlinson Arbitre vidéo : Gareth Greenfield |

| 9 février 2020     | (4) Inde             | 2 - 3   | Belgique (1)                                  | Kalinga Stadium Bhubaneswar, Inde                                            |                                                                              |
| 17h00 heure locale | Vivek 15e · Amit 17e | (2 – 3) | 3e Hendrickx · 17e De Kerpel · 26e Plennevaux | Arbitrage : Coen van Bunge Gareth Greenfield Arbitre vidéo : David Tomlinson | Arbitrage : Coen van Bunge Gareth Greenfield Arbitre vidéo : David Tomlinson |
| 17h00 heure locale | Rapport              |         |                                               | Arbitrage : Coen van Bunge Gareth Greenfield Arbitre vidéo : David Tomlinson | Arbitrage : Coen van Bunge Gareth Greenfield Arbitre vidéo : David Tomlinson |

| 22 septembre 2020  | (6) Allemagne | 1 - 6   | Belgique (1)                                                               | Düsseldorf Hockey Club 1905 Düsseldorf, Allemagne                     |                                                                       |
| 18h00 heure locale | Windfeder 44e | (0 – 1) | 26e Boccard · 33e, 60e Hendrickx · 34e Ghislain · 36e De Kerpel · 57e Kina | Arbitrage : Martin Madden Marcin Grochal Arbitre vidéo : Sarah Wilson | Arbitrage : Martin Madden Marcin Grochal Arbitre vidéo : Sarah Wilson |
| 18h00 heure locale | Rapport       |         |                                                                            | Arbitrage : Martin Madden Marcin Grochal Arbitre vidéo : Sarah Wilson | Arbitrage : Martin Madden Marcin Grochal Arbitre vidéo : Sarah Wilson |

| 23 septembre 2020  | (6) Allemagne                    | 1 - 1             | Belgique (1)                                          | Düsseldorf Hockey Club 1905 Düsseldorf, Allemagne                     |                                                                       |
| 18h00 heure locale | Fuchs 24e                        | (1 – 0)           | 49e Luypaert                                          | Arbitrage : Martin Madden Marcin Grochal Arbitre vidéo : Alison Keogh | Arbitrage : Martin Madden Marcin Grochal Arbitre vidéo : Alison Keogh |
| 18h00 heure locale | Rapport                          |                   |                                                       | Arbitrage : Martin Madden Marcin Grochal Arbitre vidéo : Alison Keogh | Arbitrage : Martin Madden Marcin Grochal Arbitre vidéo : Alison Keogh |
| 18h00 heure locale | Rühr · Hauke · Grambusch · Große | Tirs au but 1 - 0 | Wegnez · Denayer · Cosyns · A. Van Doren · De Sloover | Arbitrage : Martin Madden Marcin Grochal Arbitre vidéo : Alison Keogh | Arbitrage : Martin Madden Marcin Grochal Arbitre vidéo : Alison Keogh |

| 31 octobre 2020    | (1) Belgique                          | 3 - 2   | Grande-Bretagne (7)    | Royal Uccle Sport Hockey-Tennis Bruxelles, Belgique                          |                                                                              |
| 16h30 heure locale | Hendrickx 27e · Boon 33e · Dohmen 59e | (1 – 1) | 30e Roper · 42e Waller | Arbitrage : Laurine Delforge Coen van Bunge Arbitre vidéo : Jonas van 't Hek | Arbitrage : Laurine Delforge Coen van Bunge Arbitre vidéo : Jonas van 't Hek |
| 16h30 heure locale | Rapport                               |         |                        | Arbitrage : Laurine Delforge Coen van Bunge Arbitre vidéo : Jonas van 't Hek | Arbitrage : Laurine Delforge Coen van Bunge Arbitre vidéo : Jonas van 't Hek |

| 1er novembre 2020  | (1) Belgique               | 2 - 1   | Grande-Bretagne (7) | Royal Uccle Sport Hockey-Tennis Bruxelles, Belgique                          |                                                                              |
| 16h30 heure locale | Dohmen 18e · Hendrickx 30e | (2 – 1) | 10e Condon          | Arbitrage : Laurine Delforge Jonas van 't Hek Arbitre vidéo : Coen van Bunge | Arbitrage : Laurine Delforge Jonas van 't Hek Arbitre vidéo : Coen van Bunge |
| 16h30 heure locale | Rapport                    |         |                     | Arbitrage : Laurine Delforge Jonas van 't Hek Arbitre vidéo : Coen van Bunge | Arbitrage : Laurine Delforge Jonas van 't Hek Arbitre vidéo : Coen van Bunge |

| 4 novembre 2020    | (1) Belgique                                       | 4 - 4             | Pays-Bas (3)                                             | Royal Uccle Sport Hockey-Tennis Bruxelles, Belgique                          |                                                                              |
| 18h00 heure locale | Hendrickx 8e, 51e · Plennevaux 36e · Van Aubel 50e | (1 – 2)           | 8e Hertzberger · 13e Brinkman · 37e Janssen · 52e Bakker | Arbitrage : Laurine Delforge Coen van Bunge Arbitre vidéo : Jonas van 't Hek | Arbitrage : Laurine Delforge Coen van Bunge Arbitre vidéo : Jonas van 't Hek |
| 18h00 heure locale | Rapport                                            |                   |                                                          | Arbitrage : Laurine Delforge Coen van Bunge Arbitre vidéo : Jonas van 't Hek | Arbitrage : Laurine Delforge Coen van Bunge Arbitre vidéo : Jonas van 't Hek |
| 18h00 heure locale | Gougnard · Van Aubel · Cosyns                      | Tirs au but 3 - 1 | Croon · Pruijser · Hertzberger · Van Ass                 | Arbitrage : Laurine Delforge Coen van Bunge Arbitre vidéo : Jonas van 't Hek | Arbitrage : Laurine Delforge Coen van Bunge Arbitre vidéo : Jonas van 't Hek |

| 5 février 2021     | (9) Espagne               | 2 - 3   | Belgique (1)                 | Estadio Betero Valence, Espagne             |                                             |
| 11h00 heure locale | Alegre 15e · Lleonart 44e | (1 – 2) | 8e, 51e Dockier · 14e Briels | Arbitrage : Francisco Vazquez Jakub Mejzlik | Arbitrage : Francisco Vazquez Jakub Mejzlik |
| 11h00 heure locale | Rapport                   |         |                              | Arbitrage : Francisco Vazquez Jakub Mejzlik | Arbitrage : Francisco Vazquez Jakub Mejzlik |

| 6 février 2021     | (9) Espagne | 0 - 2   | Belgique (1)                 | Estadio Betero Valence, Espagne             |                                             |
| 13h00 heure locale |             | (0 – 2) | 10e Gougnard · 18e Hendrickx | Arbitrage : Francisco Vazquez Jakub Mejzlik | Arbitrage : Francisco Vazquez Jakub Mejzlik |
| 13h00 heure locale | Rapport     |         |                              | Arbitrage : Francisco Vazquez Jakub Mejzlik | Arbitrage : Francisco Vazquez Jakub Mejzlik |

| 30 mai 2021        | (1) Belgique | 0 - 4   | Pays-Bas (3)                                               | Wilrijkse Plein Anvers, Belgique                                             |                                                                              |
| 16h30 heure locale |              | (0 - 2) | 18e Bovendeert · 29e Pruijser · 35e Van Ass · 38e Brinkman | Arbitrage : Coen van Bunge Jonas van 't Hek Arbitre vidéo : Laurine Delforge | Arbitrage : Coen van Bunge Jonas van 't Hek Arbitre vidéo : Laurine Delforge |
| 16h30 heure locale | Rapport      |         |                                                            | Arbitrage : Coen van Bunge Jonas van 't Hek Arbitre vidéo : Laurine Delforge | Arbitrage : Coen van Bunge Jonas van 't Hek Arbitre vidéo : Laurine Delforge |

## Les joueurs
| Joueurs | Joueurs                  |     |     |     |     |     |     |     |     |     |     |     |     |     |     | Matchs joués | Buts marqués |
| ------- | ------------------------ | --- | --- | --- | --- | --- | --- | --- | --- | --- | --- | --- | --- | --- | --- | ------------ | ------------ |
| 1       | Simon Vandenbroucke (GB) | N/A | N/A | N/A | N/A | N/A | N/A | N/A | N/A | N/A | N/A | N/A | N/A | N/A | N/A | 0            | 0            |
| 2       | Loic van Doren (GB)      | N/A | X   | N/A | N/A | N/A | X   | X   | X   | X   | X   | X   | N/A | N/A | N/A | 7            | 0            |
| 3       | Thibeau Stockbroekx      | N/A | N/A | N/A | N/A | N/A | N/A | N/A | N/A | 7   | N/A | 4   | N/A | 4   | N/A | 3            | 0            |
| 4       | Arthur van Doren         | X   | X   | X   | X   | X   | X   | X   | X   | X   | X   | X   | X   | X   | X   | 14           | 0            |
| 5       | Nicolas Poncelet         | N/A | N/A | N/A | N/A | N/A | N/A | 5   | N/A | 5   | 7   | N/A | N/A | 6   | N/A | 4            | 0            |
| 7       | John-John Dohmen         | 6   | X   | X   | N/A | 4   | X   | N/A | N/A | 4 · | X · | X   | X   | X   | X   | 11           | 2            |
| 8       | Florent van Aubel        | X   | X   | N/A | X   | X   | 4   | X   | N/A | X   | X   | X · | X   | X   | X   | 12           | 1            |
| 9       | Sébastien Dockier        | N/A | 4   | 4 · | X · | 4   | X   | X   | N/A | X   | N/A | X   | X · | X   | 4   | 11           | 4            |
| 10      | Cédric Charlier          | X   | X   | X   | 5   | N/A | N/A | N/A | X   | N/A | N/A | N/A | 4   | 4   | X   | 8            | 0            |
| 11      | Tommy Willems            | N/A | N/A | N/A | N/A | N/A | N/A | N/A | 5   | 6   | N/A | N/A | N/A | N/A | N/A | 2            | 0            |
| 12      | Gauthier Boccard         | N/A | N/A | N/A | N/A | X · | 6   | X · | X   | X   | X   | X   | X   | X   | 4   | 10           | 2            |
| 13      | Nicolas de Kerpel        | X   | X   | X · | N/A | X   | X · | X · | N/A | N/A | N/A | N/A | N/A | N/A | X   | 7            | 3            |
| 14      | Augustin Meurmans        | N/A | 6   | 6   | X   | 6   | 5   | 5   | 6   | 6   | N/A | 7   | N/A | 6   | N/A | 10           | 0            |
| 15      | Emmanuel Stockbroekx     | X   | X · | X   | X   | N/A | X   | N/A | X   | X   | X   | X   | X   | N/A | N/A | 10           | 1            |
| 16      | Alexander Hendrickx      | X   | X · | X   | 4 · | X   | X · | X · | 3   | X · | 5 · | 3 · | 3   | X · | X   | 14           | 11           |
| 17      | Thomas Briels (C)        | 4 · | 4   | N/A | 5   | X   | X   | N/A | X   | N/A | X   | X   | 4 · | N/A | X   | 10           | 2            |
| 18      | Maxime Plennevaux        | N/A | 4 · | 4   | 5   | N/A | 4 · | N/A | 5   | N/A | X   | 6 · | N/A | N/A | N/A | 7            | 3            |
| 19      | Felix Denayer            | 5 · | X   | X · | X   | N/A | N/A | X   | X   | X   | X   | X   | X   | X   | X   | 12           | 3            |
| 20      | William Ghislain         | N/A | N/A | N/A | N/A | N/A | N/A | 5 · | N/A | N/A | 5   | N/A | N/A | N/A | N/A | 2            | 1            |
| 21      | Vincent Vanasch (GB)     | X   | N/A | X   | X   | X   | N/A | N/A | N/A | N/A | N/A | N/A | X   | X   | X   | 7            | 0            |
| 22      | Simon Gougnard           | X   | X   | X   | X   | X   | X   | X   | X   | N/A | X   | X   | X   | X · | X   | 13           | 1            |
| 23      | Arthur de Sloover        | X   | X   | X   | 4   | X   | X   | 5   | 3   | N/A | N/A | N/A | 4   | X   | N/A | 10           | 0            |
| 24      | Antoine Kina             | X   | 4   | N/A | 4   | X   | X   | 5 · | 6   | X   | 5   | 5   | 3   | 2   | 5   | 13           | 1            |
| 25      | Loick Luypaert           | 5   | 4   | 3   | X   | 4   | N/A | X   | X · | N/A | N/A | N/A | X   | 4   | X   | 10           | 1            |
| 26      | Victor Wegnez            | X   | N/A | 4   | X   | X   | 3   | X   | X   | X   | 5   | 5   | 5   | N/A | 4   | 12           | 0            |
| 27      | Tom Boon                 | 4   | N/A | 4 · | N/A | 4   | 4   | 4   | N/A | X · | X   | N/A | X   | N/A | 5   | 9            | 3            |
| 32      | Tanguy Cosyns            | 4   | N/A | X   | X · | 4   | N/A | N/A | X   | 6   | 5   | X   | N/A | X   | N/A | 9            | 1            |